# Van-tó melletti csata
A Van-tó melletti csata (örményül: Վանի Հերոսամարտa) kaukázusi front egyik csatája volt az első világháborúban az Oszmán Birodalom és a lázadó örmény csapatok között. A csatára 1915 augusztusában került sor, a Van-tó (Törökország) térségében, ahol oszmánok döntő győzelmet arattak az örmény lázadók felett.

## Előzmények
1915 áprilisában a Van-tó körüli lakosság – döntően örmények – fellázadtak az Oszmán Birodalom ellen és elfoglalták Van városát. Saját kormányzati szervezetet állítottak fel, irányításuk alá vonták a vidéket. 1915 májusában az orosz csapatok bevonultak Van városába és átvették a hatalmat. 1915 augusztusában a malazgirti csata miatt az oroszok elvonultak a térségből észak és keleti irányba. Van városa és az örmények így magukra maradtak. Ennek hatására a török csapatok (a 3. török hadsereg) hamarosan a város határához értek és megkezdték a település ostromát, hogy így fojtsák el az örmény lázadást a Van-tó környékén.

## A csata
Az oszmán erők közeledésének hírére minden 18 és 25 év közötti környékbeli örmény férfit behívtak a városban lévő orosz erődbe, hogy ott felfegyverezzék őket, és kiképezzék a védőharcra. A törökök augusztus 15-én érkeztek a város határába, ekkor már több ezer helyi örmény volt felfegyverezve a városban. Augusztus 16-án megkezdődött az ostrom, majd augusztus 19-én a török csapatok benyomultak a városba, amelyet házról házra haladva foglaltak el. A fanatikus örmény ellenállás igen erős volt, a várost augusztus 25-ére sikerült elfoglalni, de még néhány napig súlyos harcok voltak egyes városnegyedekben.

## Eredmények
Az I. kara killissei csata után nem egész egy hónapon belül az Oszmán Birodalom seregei visszafoglalták az oroszoktól és örményektől Van városát, amely az örmény ellenállás egyik fontos fészke volt, majd felgyújtották, lerombolták. A város védőit nem ismerték el hadifoglyoknak, így tömegesen végezték ki őket. Van város ostroma után az örmény népirtás még nagyobb méreteket öltött az Oszmán Birodalomban. Az orosz csapatok augusztusban nem nyújtottak segítséget a Van-tó környéki örményeknek, csak 1915 szeptemberében foglalták vissza újból Van városát.

## Fordítás
- Ez a szócikk részben vagy egészben  a   Van Resistance című angol Wikipédia-szócikk fordításán alapul.  Az eredeti cikk szerkesztőit annak laptörténete sorolja fel. Ez a jelzés csupán a megfogalmazás eredetét és a szerzői jogokat jelzi, nem szolgál a cikkben szereplő információk forrásmegjelöléseként.